# Galearis fauriei
Espèce
Classification phylogénétique
Galearis fauriei est une espèce de plantes à fleurs de la famille des Orchidaceae du genre Galearis. C'est une orchidée endémique au Japon.

## Nom vernaculaire
- Onoeran, Japon

## Localisation
Galearis fauriei est strictement endémique du Japon (nord de l'île de Honshū et étendues herbeuses de la péninsule de Kii) où elle se rencontre communément à l'étage subalpin.

## Synonymie
Selon The Plant List :
- Chondradenia fauriei (Finet) Sawada ex F.Maek.
- Chondradenia yatabei Maximova ex Maek.
- Orchis fauriei Finet
- Galeorchis chondradenia (Makino) Soó
- Orchis yatabei (Maxim. ex Makino) Makino